# Гашпер Видмар
Гашпер Видмар (Љубљана, СФРЈ 14. септембар 1987) је словеначки кошаркаш. Игра на позицији центра.

## Каријера
Каријеру је започео у мало познатом словеначком клубу Јанче из Љубљане, за који је играо до 2005. године када је прешао у Геоплин Слован. Две године касније је отишао у Турску, где је потписао уговор са Фенербахче Улкером. Током сезоне 2009/10. је био на позајмици у Унион Олимпији, а у сезони 2012/13. је био позајмљен Бешикташу. У сезони 2014/15. је играо за Дарушафаку. Од 2015. до 2018. године је био играч Банвита. Од 2018. до 2021. је био играч Венеције.
За сениорску репрезентацију Словеније је наступио на три Европска првенства - 2007, 2013. и 2017. године као и на Светском првенству 2010. године. На Европском првенству 2017. године је освојио златну медаљу.

## Успеси

### Клупски
- Унион Олимпија:
  - Куп Словеније (1): 2010.
  - Суперкуп Словеније (1): 2009.
- Фенербахче:
  - Првенство Турске (4): 2008, 2010, 2011, 2014.
  - Куп Турске (1): 2011.
  - Суперкуп Турске (1): 2013.
- Банвит:
  - Куп Турске (1) : 2017.
- Рејер Венеција Местре:
  - Куп Италије (1): 2020.

### Појединачни
- Идеални тим ФИБА Лиге шампиона — друга постава (1): 2017/18.
- Најкориснији играч финала Купа Словеније (1): 2010.

### Репрезентативни
- Европско првенство:  2017.
- Европско првенство до 20 година:  2006.